# Prakashanand Saraswati
Swami Prakasananda Saraswati (Aiodhia, 15 de enero de 1929) es un líder espiritual indio, que fundó la institución religiosa Radha Madhav Dham en Estados Unidos. Nació en el seno de una familia de la casta brahmán.

## Comienzos
Según contaba el propio Prakashanand Saraswati, en 1950 ―a los 21 años de edad― había renunciado al mundo y adoptado la orden de sanniasi (‘renunciante’).
En 1952, a pesar de su juventud, se le habría ofrecido convertirse en el Shankaracharya Jagadguru de Yiotirmat ―debido a su avance espiritual―, pero él se habría negado, aduciendo que se sentía atraído por el amor de la divina pareja Radha-Krisna.
Dijo haber pasado veinte años en el Himalaya y en diversos bosques del centro de la India. Esa cantidad de años (veinte años contados desde 1952 llegan hasta 1972) contradice la cronología posterior (se sabe que en 1969 conoció a los hare krisna). Después de vivir en el Himalaya se mudó a Vrindavan (el centro de adoración del dios Krisna), y vivió en el cercano pueblo de Varshana (el centro de adoración de la diosa Radha, consorte de Krisna) donde conoció a los devotos occidentales del movimiento Hare Krisna (discípulos del bengalí Bhaktivedanta Swami Prabhupada). Un par de décadas después afirmaría que había pasado 18 años en profunda meditación.
En 1975 ―a los 46 años de edad― fundó la Sociedad Internacional del Amor Divino.
Al igual que Prabhupada decía que todo su trabajo lo había hecho por orden de su gurú Bhaktisiddhanta, Prakasananda dijo que había creado la asociación por orden de su gurú ―en realidad un amigo suyo, Yagadgurú Sri Kripalu Maharash (que en ese momento tenía 51 años de edad)―.
Prakasananda empezó a atraer discípulos occidentales (ya que él enseñaba un aspecto esotérico del raganuga bhakti, mientras que Prabhupada enseñaba las nociones sencillas del vaidhi bhakti).
Tres años después ―en 1978―, la asociación se estableció en Nueva Zelanda.
En 1980 ―tras vivir unos 11 años (no 18) en Vrindavan―, Prakasananda Saraswati se mudó a Estados Unidos y fundó un ásram para sus discípulos.
Sus centros se difundieron por India, Inglaterra, Irlanda, Singapur, Nueva Zelanda y Australia.
Escribió 10 libros sobre el hinduismo.

## Acusaciones de pedofilia
En 2007, tres mujeres exresidentes de Barshana Dham (Radha Madhav Dham) denunciaron ante la policía del condado de Hays (en el estado de Texas) que habían sido objeto de abusos en el ásram del Swámiyi. Un año más tarde, el 25 de abril de 2008, el Swami fue arrestado. Cinco meses después, las historias de otras cinco mujeres anónimas fueron publicadas en un artículo del diario Austin American-Statesman:

Los avances sexuales de los dos gurús espirituales del templo Barshana Dham fueron parte de la vida de algunas mujeres que vivieron allí o que lo visitaban con frecuencia, en el ásram del sur de Austin, de acuerdo con los recuerdos de cinco mujeres que pasaron más de diez años viviendo, trabajando y adorando en el templo hinduista.
Artículo en el diario American-Statesman (20 de marzo de 2009)

Se referían a Prakashanand Saraswati (de 78 años) y a su amigo Yagadgurú Sri Kripalu Maharash (de 85 años de edad en ese momento), que desde principios de los años noventa (cuando las mujeres tenían poco más de 11 años de edad) las habían besado y manoseado de manera inapropiada.
Una de las víctimas, Kate Tonnessen, afirmó que Prakashananda la había besado y manoseado en su infancia. En general, las niñas abusadas tenían al resto de sus familias dentro de la secta:

Aparte de mi hermana, ahora soy huérfana. [...] He perdido mi vida y mi historia. Sri Swamiyi utilizó su posición de confianza para aprovecharse de nosotras. Él empezó a manosearme cuando yo tenía 12 años. Yo sentía que estaba mal. Ese fue mi primer beso con un hombre. La primera vez que alguien me tocó los pechos, fue Prakashanand. Cuando le conté a un adulto acerca de estos incidentes, me dijo que el manoseo tenía un propósito más elevado. Me dijo que era una prueba y que si yo no la superaba iría al infierno. A otras niñas se les decía que esto era la gracia del gurú.
Kate Tonnessen (31 años)

Barshana Dham envió un comunicado de prensa en defensa del Swámiyi. El comunicado declaraba:

Barshana Dham niega vehementemente las afirmaciones hechas en contra de sus líderes espirituales y expresa su decepción de que el American-Statesman publicara una historia basada en acusaciones falsas y maliciosas hechas por unas pocas personas anónimas.
Autoridades del templo Barshana Dham

Peter Spiegel ―ejecutivo de marketing directo que vive principalmente en California, y director de Barshana Dham― pagó personalmente 11 millones de dólares estadounidenses como fianza para permitir que el Swámiyi saliera de la cárcel.
Una condición de la fianza de Saraswati fijaba que tenía prohibida la entrada en Barsana Dham.
El 4 de marzo de 2011, un jurado de 12 hombres y mujeres declaró culpable a Saraswati de 20 cargos de abuso de menores.
El 6 de marzo de 2011, después de una reunión en Barsana Dham, Swámiyi se escapó.
Un mes después, tras «la desaparición de su fundador acharia y gurú», el ásram cambió su nombre de "Barsana Dham" a "JKP Radha Mádhav Dham".
Barsana Dham se ha movido agresivamente en Internet para borrar todas las huellas de su conexión con el gurú pedófilo. En el sitio web, todas las imágenes y menciones de Prakashanand Saraswati han desaparecido.[cita requerida]

## Fugitivo
La fase de sentencia del juicio estaba prevista para el lunes en la mañana del 7 de marzo de 2011. Sin embargo, Saraswati no se presentó al juicio. Sus discípulos afirmaron que no conocían su paradero. El abogado defensor Jeff Kearney dijo que creía que la salud de su cliente es la razón más probable detrás de la ausencia de Saraswati.
El jurado lo condenó en ausencia a 280 años de prisión efectiva, y una multa de 200 000 dólares.
El pasaporte de Prakashanand había sido revocado a fines de 2010.
Spiegel fue obligado a firmar que si el gurú no se presentaba al juicio, la institución tendría que pagar 10 millones de dólares.
En la audiencia, Peter Spiegel ―director del JKP Radha-Mádhav Dham― dijo que no había entendido los términos de la fianza original (por 10 millones de dólares).
El condado de Hays ha intentado mantener en secreto la cantidad que tuvo que pagar la institución religiosa, pero una ordenanza de noviembre de 2011 de la oficina del fiscal general dejó en claro que esa cantidad es claramente un registro público.
El 4 de noviembre de 2011, el diario Texas Watchdog informó de que solo se le había obligado a pagar 200 000 dólares (el 2 % del total de la fianza de 10 millones), aparte de 1 millón de dólares ya pagados con anterioridad.
Los funcionarios federales creen que los discípulos de Saraswati que aún le son fieles lo trasladaron en marzo de 2011 a México, y en noviembre de 2011 lo enviaron en avión a la India con un pasaporte falso.